# Gorky Park
Gorky Park е първият студиен албум на Горки Парк. Това е единственият албум, че участва злато състав группы (Минков-Белов-Яненков-Носков-Лвов). Издаден е от лейбъла Mercury Records и включва 11 песни.

## Песни от албума
1. Bang – 4:47
2. Try to Find Me – 5:08
3. Hit Me with the News – 3:52
4. Sometimes at Night – 5:08
5. Peace in Our Time (Джон Бон Джоуви, Ричи Самбора) – 5:56
6. My Generation – 4:44
7. Within Your Eyes – 4:55
8. Child of the Wind – 5:22
9. Fortress – 4:04
10. Danger – 3:30
11. Action – 3:55